# Норт Хејвен (Њујорк)
Норт Хејвен (енгл. North Haven) град је у америчкој савезној држави Њујорк.

## Демографија
По попису из 2010. године број становника је 833, што је 90 (12,1%) становника више него 2000. године.
| Група             | 2000.       | 2010.       |
| Белци             | 722 (97,2%) | 792 (95,1%) |
| Афроамериканци    | 3 (0,4%)    | 1 (0,1%)    |
| Азијати           | 5 (0,7%)    | 12 (1,4%)   |
| Хиспаноамериканци | 11 (1,5%)   | 24 (2,9%)   |
| Укупно            | 743         | 833         |